# Acantholabrus palloni
Acantholabrus palloni — вид окунеподібних риб родини губаневих (Labridae).

## Опис
Може досягати до 25 см загальної довжини тіла.

## Місця поширення
Країни поширення: Албанія, Алжир, Бельгія, Бенін, Камерун, Кот-д'Івуар, Хорватія, Кіпр, Данія, Єгипет, Екваторіальна Гвінея, Франція, Габон, Гамбія, Гана, Німеччина, Гібралтар, Греція, Гернсі, Гвінея, Гвінея-Бісау, Ізраїль; Італія, Джерсі, Ліберія, Ліван, Лівія, Мавританія, Мальта, Марокко, Монако, Нідерланди, Нігерія, Норвегія, Португалія, Сенегал, Сьєрра-Леоне, Словенія, Іспанія, Сирійська Арабська Республіка, Того, Туніс, Туреччина, Велика Британія, Західна Сахара.
Зустрічається біля східного узбережжя Атлантичного океану від Норвегії до Габону, включаючи Мадейру, Азорські і Канарські острови. Крім того, поширений у Середземному і Адріатичному морях. Мешкає на твердих поверхнях, особливо в кораловому рифі, між 40-50 і 200 метрів глибини, де він ховається вузьких ущелинах і печерах та запливає у підводні печери. Живиться безхребетними. У Середземному морі, вид, як правило, широко поширений, але дуже рідко зустрічається в східній частині Середземного моря, де він був завединий з Лівану, а не з Ізраїлю на Близькому Сході. Не був присутній ні в Мармуровому морі, ні в Чорному морі. Цей вид, ймовірно, також походить від прибережних островів Середземного моря.

## Статус та загрози
Незважаючи на рідкість, цей вид розповсюджений по всьому Середземномор'ю, а також у східній Атлантиці уздовж узбережжя Європи та Західної Африки. Серйозних загроз немає, загроза для цього виду є мінімальною, це деградація середовища, замулення та евтрофікація. Вона пов'язана з проживанням та деградацією. На мілині якорі човнів можуть негативно впливати на життєдіяльність виду.

## Збереження
Не вживається заходів щодо збереження цього виду. Тим не менш, він може бути присутнім в деяких морських охоронюваних районів.
Рекомендовані заходи по збереженню включають регулювання людської діяльності (риболовлі) в районах донних місць проживання та подальше включення цих місць проживання в морські охоронювані райони.